# Thiago Neves
Thiago Neves (født 27. februar 1985) er en brasiliansk fodboldspiller.

## Brasiliens fodboldlandshold
| Brasiliens landshold | Brasiliens landshold | Brasiliens landshold |
| År                   | Kmp                  | Mål                  |
| -------------------- | -------------------- | -------------------- |
| 2008                 | 1                    | 0                    |
| 2009                 | 0                    | 0                    |
| 2010                 | 0                    | 0                    |
| 2011                 | 1                    | 0                    |
| 2012                 | 5                    | 0                    |
| Total                | 7                    | 0                    |